# Tmarus stellio
Tmarus stellio là một loài nhện trong họ Thomisidae.
Loài này thuộc chi Tmarus. Tmarus stellio được Eugène Simon miêu tả năm 1875.